# Baszta Panieńska w Chełmnie
Baszta Panieńska – XIV-wieczna baszta usytuowana na terenie Starego Miasta w Chełmnie, stanowiąca element zewnętrznego muru obronnego miasta.

## Historia
Baszta Panieńska została wzniesiona w XIV wieku na planie prostokąta. Obiekt służył celom militarnym. Częściowo zrekonstruowana na początku XX wieku.  Przystosowano i przeznaczono ją na cele ekspozycyjno – magazynowe Muzeum Ziemi Chełmińskiej. Baszta obecnie jest siedzibą bractwa rycerskiego. W jej wnętrzu prezentowane są m.in. kopie broni średniowiecznej, chorągwie i proporce, otwarta jest dla zwiedzających w okresie od kwietnia do września